# Beaulieu (Hampshire)
Beaulieu è un paese di 829 abitanti dell'Hampshire, in Inghilterra.